# Minuartia hirsuta
Minuartia hirsuta är en nejlikväxtart. Minuartia hirsuta ingår i släktet nörlar, och familjen nejlikväxter.

## Underarter
Arten delas in i följande underarter:
- M. h. asiatica
- M. h. eurytanica
- M. h. falcata
- M. h. frutescens
- M. h. hirsuta
- M. h. laxa

## Bildgalleri

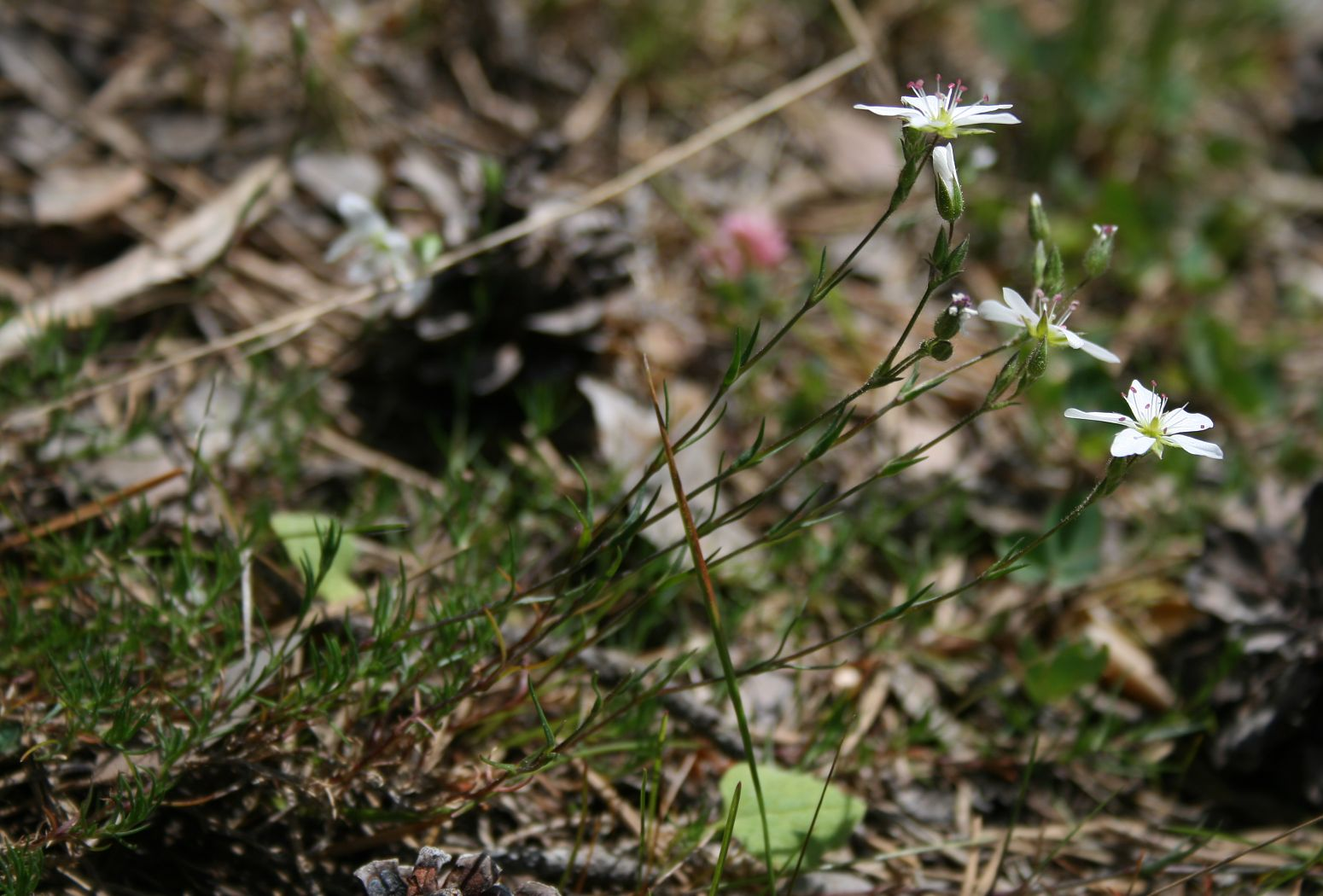